# Harry Boldt
Harry Boldt (n. 23 februarie 1930, Insterburg, Statul Liber Prusia⁠(d), Republica de la Weimar) este un autor de non-ficțiune german, medaliat olimpic. A participat la două ediții ale Jocurilor Olimpice (1964, 1976) în care a câștigat două medalii de aur și două medalii de argint.